# Mimosa aculeaticarpa

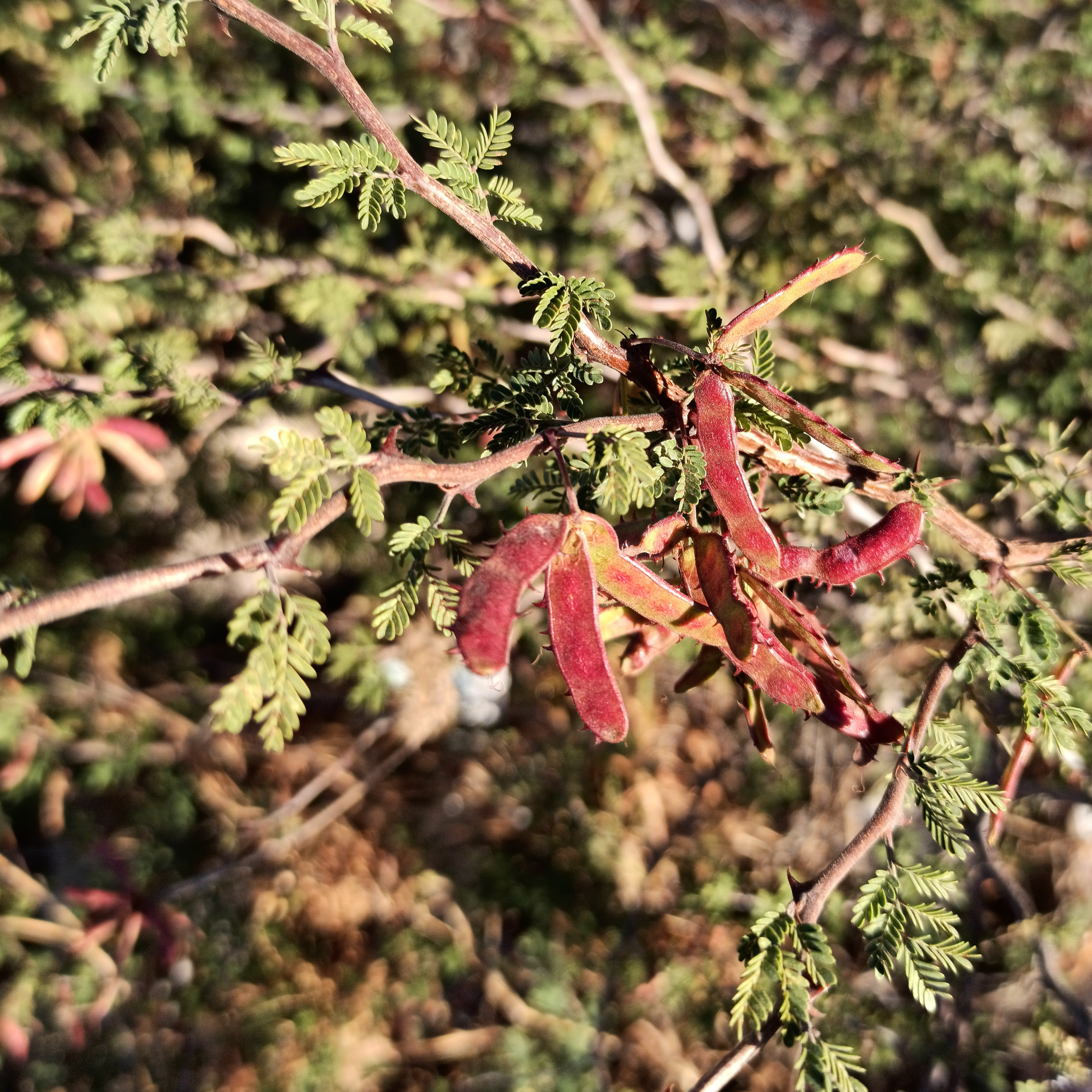
Fruto

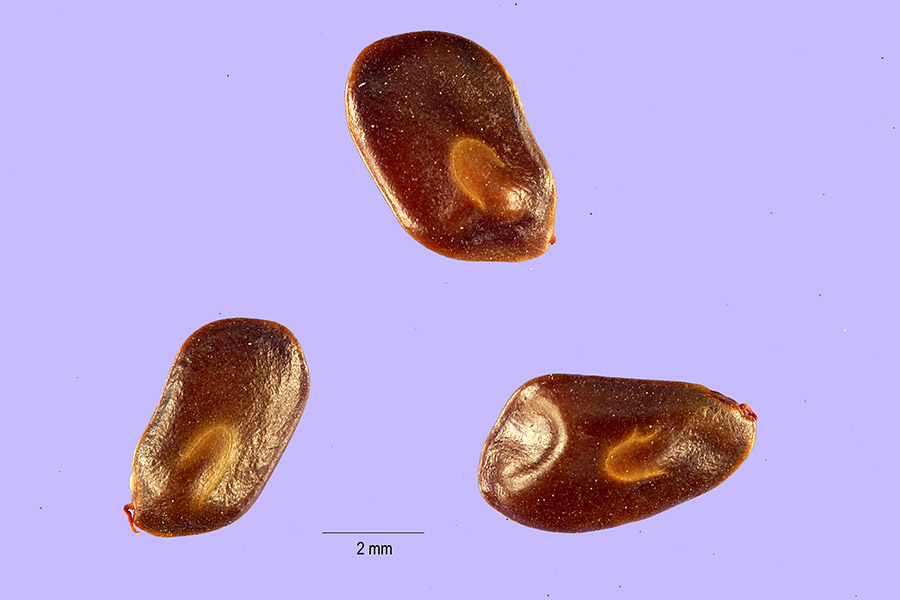
Semillas - MHNT

Mimosa aculeaticarpa (llamado espino, al igual que muchas otras especies) es un arbusto nativo de México que se encuentra dentro de la familia de las Fabaceae. Posee flores blancas y vainas de color verde a café.  En México se distribuye en la parte norte y centro hasta Puebla. 

## Distribución
En México principalmente en los estados centrales del norte, El Bajío, Puebla y Tlaxcala.  También hay algunos registros en Jalisco y Michoacán.  Mientras que en Estados Unidos en Arizona, Nuevo México y Texas.

## Taxonomía
Mimosa aculeaticarpa fue descrita por Casimiro Gómez Ortega  y publicado en Novarum, aut Rariorum Plantarum Horti Reg. Botan. Matrit. Descriptionum Decades 134. 1800.
Etimología
Mimosa: nombre genérico derivado del griego μιμος (mimos), que significa "imitador"
aculeaticarpa: epíteto latino que significa "con semillas espinosas".
Sinonimia
- Acacia acanthocarpa Willd.
- Mimosa acanthocarpa (Willd.) Benth.
- Mimosa aculeaticarpa var. biuncifera (Benth.) Barneby
- Mimosa arida Benth.
- Mimosa biuncifera Benth.
- Mimosa biuncifera var. lindheimeri (A. Gray) B.L. Rob.
- Mimosa prolifica S. Watson
- Mimosopsis biuncifera (Benth.) Britton & Rose
- Mimosopsis lindheimeri (A. Gray) Britton & Rose[5]

## Nombres comunes
- Espino (Español)
- Catclaw mimosa, Mimosa (Inglés)[1]